# Eleição presidencial na Venezuela em 1998
A eleição presidencial da Venezuela em 1998 foi realizada em 6 de dezembro de 1998, para eleger o novo presidente do país. Os principais candidatos eram Hugo Chávez, um oficial militar de carreira que liderou um Golpe de Estado contra o então presidente Carlos Andrés Pérez em 1992; e o ex-governador de Carabobo, Henrique Salas Römer. Ambos os candidatos representavam partidos recém-criados, inédito num país onde os principais candidatos sempre representavam os partidos do Pacto de Punto Fijo. Chávez representou o MVR, enquanto Salas Römer representou o Projeto Venezuela. Inicialmente fraco nas pesquisas, Chávez adotou uma política anticorrupção e antipobreza, condenando os dois maiores partidos que dominaram a política venezuelana desde 1958; e começou a ganhar terreno nas pesquisas depois que os líderes anteriores caíram. Apesar do fato de que os principais partidos (COPEI e Ação Democrática) apoiaram Salas Römer, Chávez foi eleito em seu primeiro mandato como Presidente da Venezuela.
Indiscutivelmente uma eleição de realinhamento, significou o fim do Puntofijismo que dominou a atmosfera política do país nos últimos 40 anos, e o começo do domínio do novo partido MVR (mais tarde renomeado para o PSUV).

## Resultados
| Candidato(a)         | Partido                               | Votos     | Porcentagem |
| -------------------- | ------------------------------------- | --------- | ----------- |
| Hugo Chávez          | Movimento V República                 | 3.673.685 | 56,20%      |
| Henrique Salas Römer | Projeto Venezuela                     | 2.613.161 | 39,97%      |
| Irene Sáez           | Integração, Renovação, Nova Esperança | 184.568   | 2,82%       |
| Luis Alfaro Ucero    | Organização Renovadora Autêntica      | 27.586    | 0,42%       |
| Outros               |                                       | 38.304    | 0,59%       |
| Total                |                                       | 6.537.304 | 100,00%     |

|                                    | Número     | Porcentagem                    |
| ---------------------------------- | ---------- | ------------------------------ |
| Eleitores inscritos                | 10.959.530 |                                |
| Votos totais                       | 6.988.291  | 63,76% dos eleitores inscritos |
| Votos válidos                      | 6.537.304  | 93,55% dos votos totais        |
| Votos inválidos, em branco e nulos | 450.987    | 6,45% dos votos totais         |
| Abstenções                         | 4.024.729  | 36,55% dos eleitores inscritos |